# OGLE-TR-211b

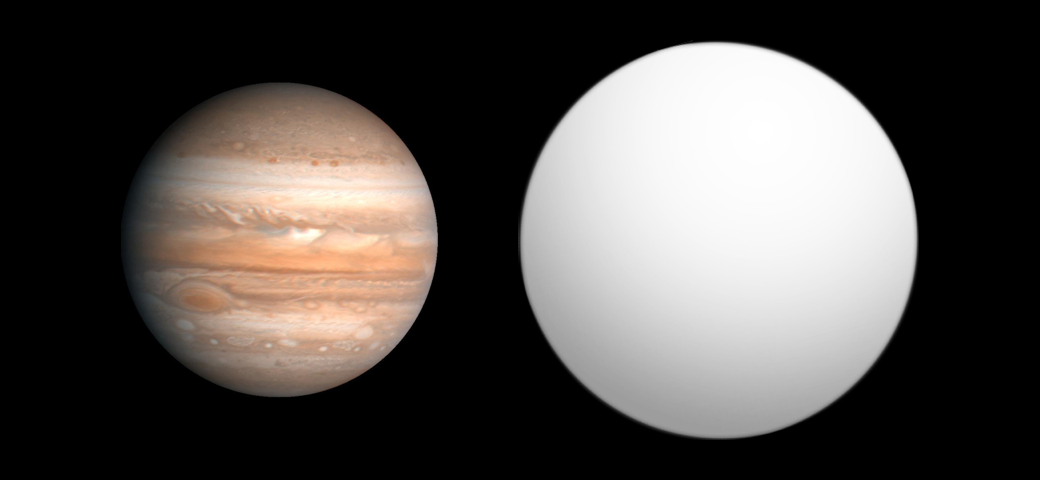

OGLE-TR-211b는 용골자리에 있는 외계 행성으로, 트랜싯법을 이용하여 발견했다. 반지름은 목성보다 36퍼센트 더 크며 질량은 3퍼센트 더 크기 때문에 부푼 행성으로 정의할 수 있다. 항성을 1회 도는 데 3.7일 걸리는데 이는 페가수스자리 51 b와 비슷한 공전 시간이다.

## 같이 보기
- OGLE-TR-182b